# Alocasia balgooyi
Alocasia balgooyi är en kallaväxtart som beskrevs av Alistair Hay. Alocasia balgooyi ingår i släktet Alocasia och familjen kallaväxter. Inga underarter finns listade.